# Kyffhäuserdenkmal
Kyffhäuserdenkmal (pol. „Pomnik Kyffhäuser”), zwany także Barbarossadenkmal (pol. „Pomnik Barbarossy”) – monumentalny pomnik znajdujący się w górach Kyffhäuser w Turyngii, w Niemczech.

## Historia

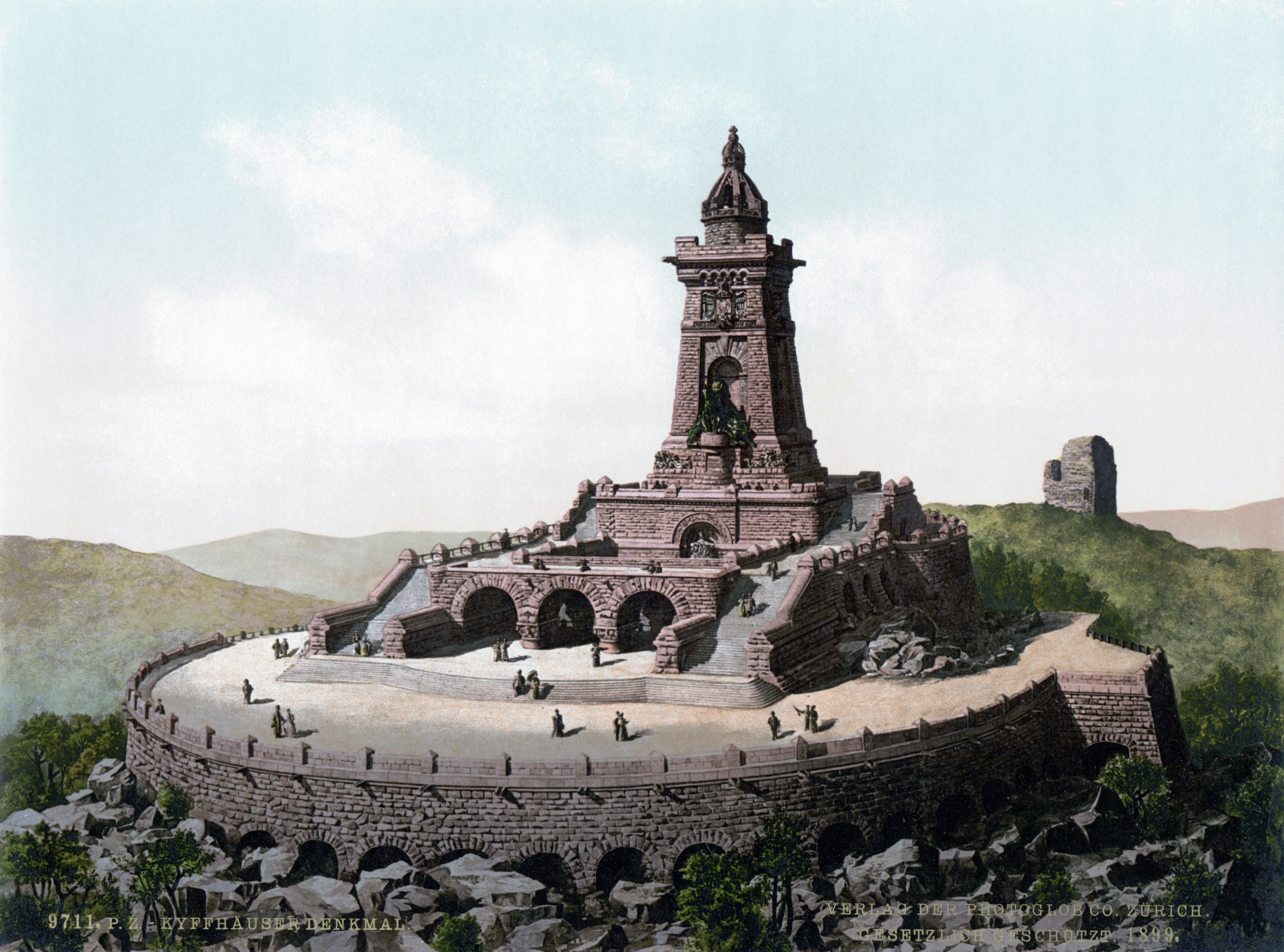
Pomnik, ok. 1900

Kyffhäuserdenkmal powstał w latach 1890-1896 według projektu architekta Bruno Schmitza na ruinach Zamku Kyffhausen. Przedstawia cesarza Wilhelma I Hohenzollerna, siedzącego na koniu oraz cesarza Fryderyka I Barbarossę, siedzącego na tronie.
Pomnik wzniesiono na szczycie wzgórza w pobliżu miejscowości Sondershausen i otoczono obszernym półkolistym tarasem. Pod względem rozmiarów jest trzecim, po pomniku Bitwy Narodów pod Lipskiem i pomniku cesarza Wilhelma I przy Porta Westfalica, pomnikiem Niemiec. Miał symbolizować Cesarstwo Niemieckie jako kontynuację średniowiecznego Świętego Cesarstwa Rzymskiego.
Pomnik liczy 81 metrów wysokości. Postać budzącego się Fryderyka I Barbarossy o wysokości 6,5 m wykuta jest z bloków piaskowca. Powyżej znajduje się wykonany z miedzi pomnik konny cesarza Wilhelma I o wysokości 11 m. Wieża widokowa pomnika o wysokości 57 m zwieńczona jest kopułą z koroną cesarską. W przyległym budynku mieści się muzeum zamkowe.
W dniu 6 maja 1939 poniżej pomnika odsłonięto wykutą z bawarskiego porfiru figurę marszałka polnego Paula von Hindenburga. W 1945 obalono ją i zakopano na miejscu. Dopiero w 2004 rzeźbę częściowo odkopano, ale brak jest decyzji o dalszych jej losach.

## Galeria

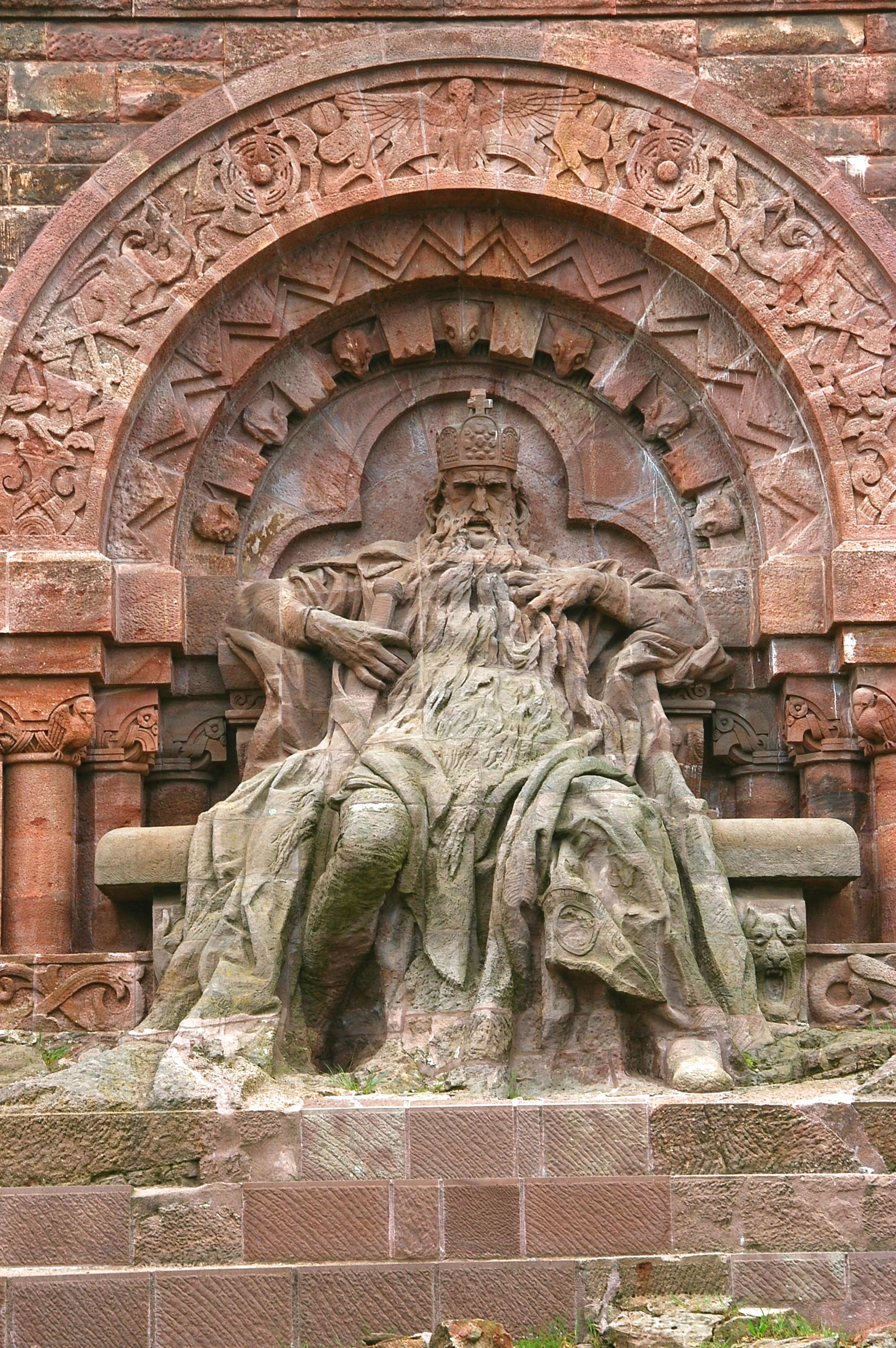
Fryderyk I Barbarossa
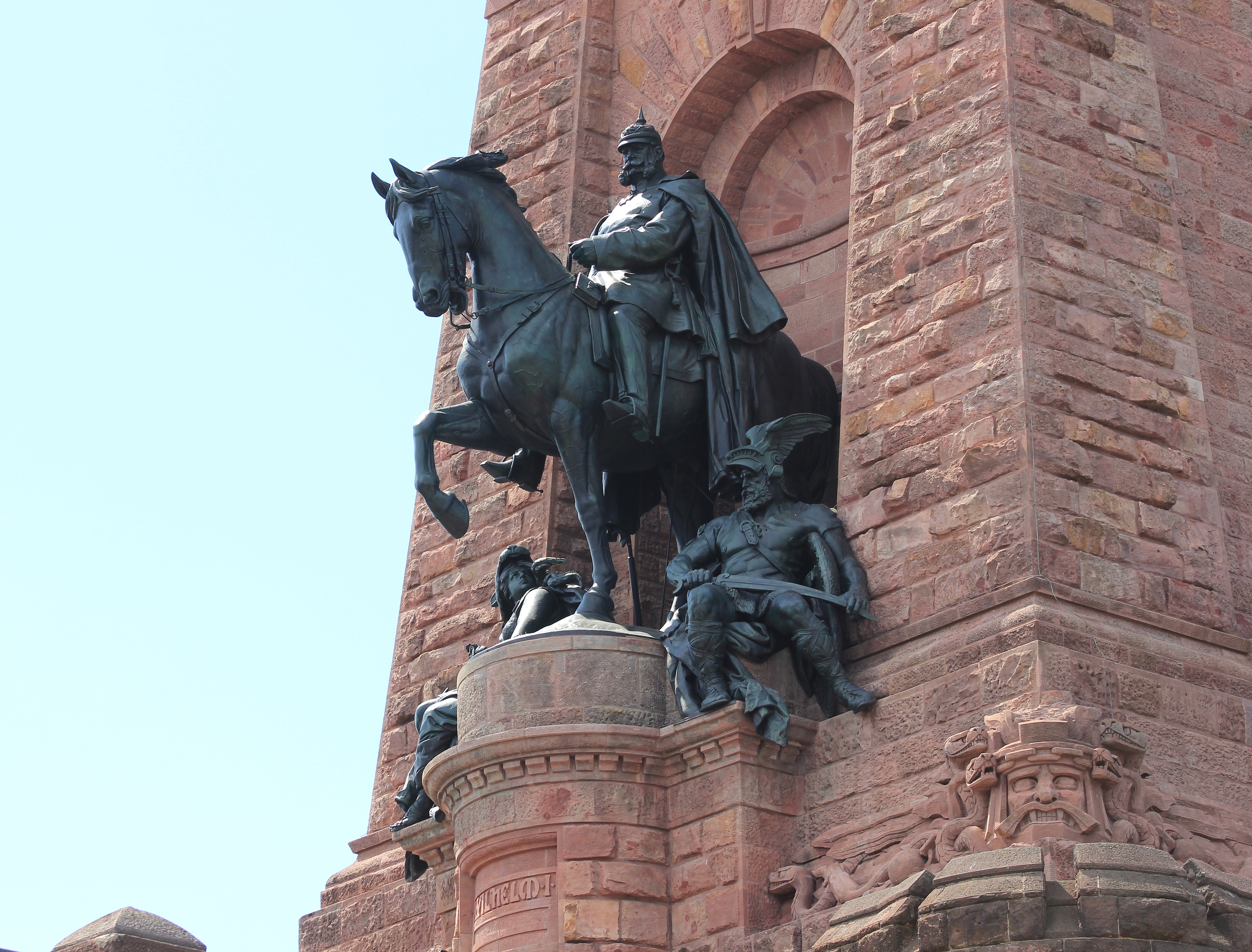
Wilhelm I Hohenzollern
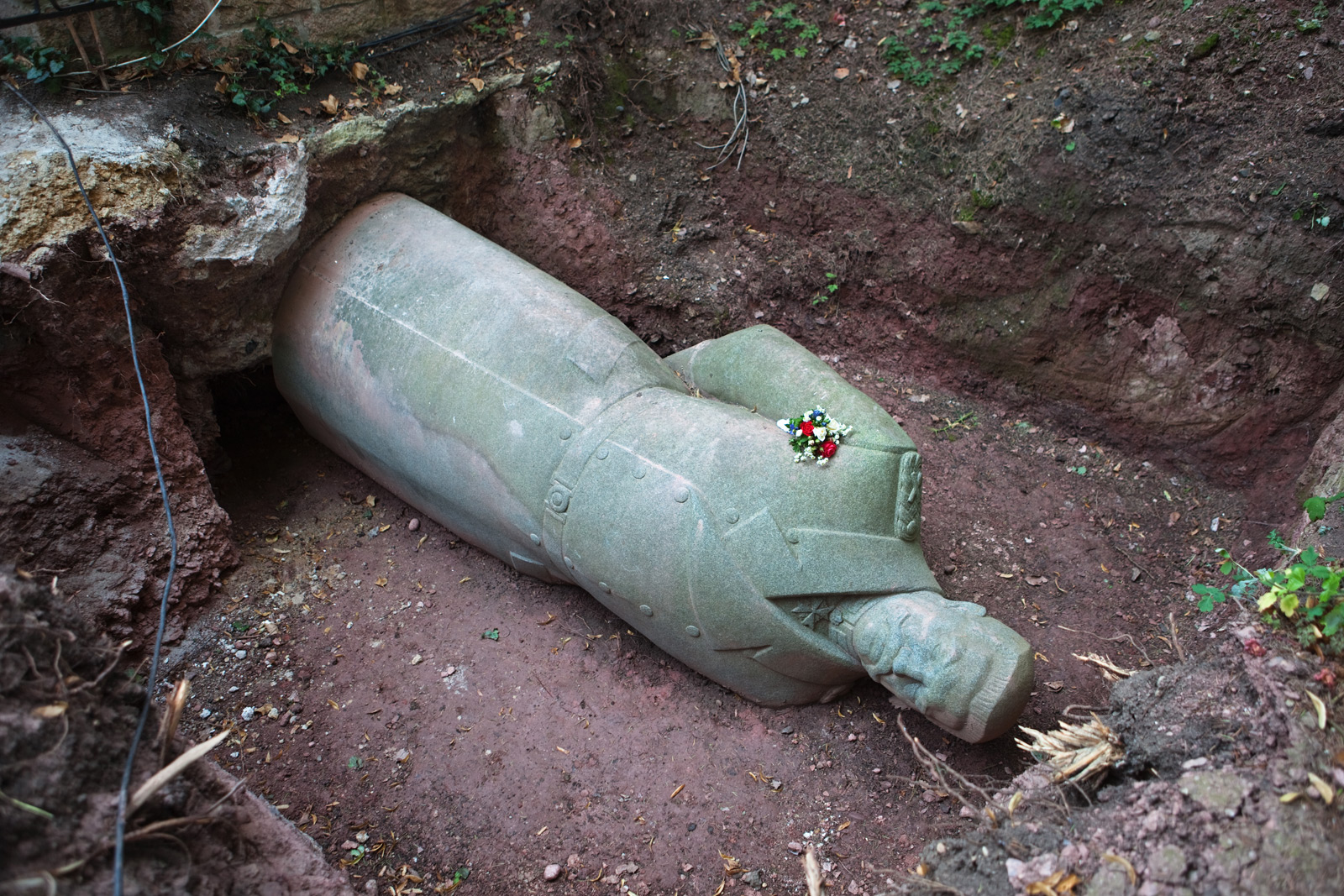
Paul von Hindenburg
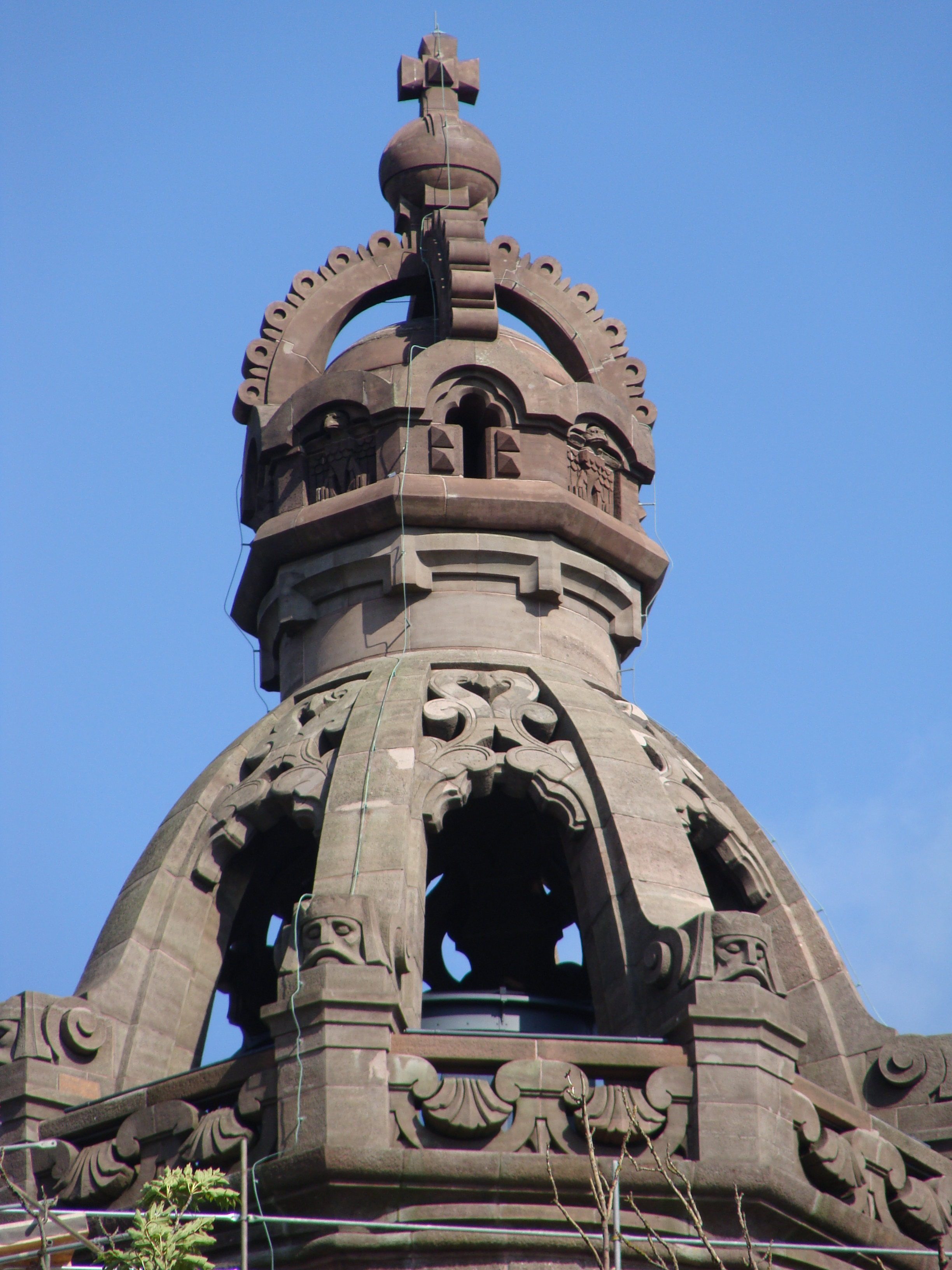
Szpica